# Маркос, Нюрка
Нюрка Маркос (исп. Niurka Rosa Melanie Francisca Marcos Calle) (25 ноября 1967, Куба, Гавана) — мексиканская актриса театра и кино, интервьюер, певица и танцовщица кубинского происхождения.

## Биография
Родилась 25 ноября 1967 года (по другим данным — 21 декабря 1966 года) в Гаване в семье Кармело Маркоса и Селестины Калле. Рост — 165 см. Четыре года проучилась на Кубе в Национальной школе циркового представления, вскоре переехала в Мексику и устроилась на работу танцовщицей в ночном клубе Tropicana (Мерида, Юкатан). Там же она стала ведущей-интервьюером, и брала интервью у известных мексиканских деятелей, в один из дней она взяла интервью у известного мексиканского продюсера Хуана Осорио Ортиса, после чего тот предложил ей во-первых свою руку и сердце, а во-вторых предложил ей роли в телесериалах — так с подачи будущего супруга, в 1998 году она дебютировала в кино и телесериалах и снялась в 24 работах. Сыграла роль в одном из спектаклей — «Смелая», под руководством Кармен Салинас, который неимоверно стал очень популярным.

## Личная жизнь
- Первым супругом Нюрки Маркос являлся неизвестный мексиканец, от которого у него родился сын Эмилио Маркос. Пара развелась из-за чрезмерной агрессии супруга.
- Вторым супругом являлся известный мексиканский продюсер Хуан Осорио Ортис. Его сын от первого брака взял фамилию продюсера. Пара развелась из-за новой любви.
- Третьим супругом являлся Бобби Лариос. Пара развелась из-за чрезмерных сплетен посторонних людей, которые оклеветали его, вызвав ряд скандалов.

## Фильмография

### Телесериалы телекомпанииTelevisa
- 1998 — Богиня любви — Констанца.
- 1998 — Живу ради Елены — Миртха.
- 1999 — Мне не забыть тебя — Алькатрас Кордеро.
- 1999-2000 — Три женщины — Ямиле Нуньес.
- 2000-01 — Страсти по Саломее — Карисия.
- 2003 — Фата невесты — Вида.
- 2004 — Сердца на пределе — Дульсе Мария.
- 2007-08 — Огонь в крови — Маракуйя.

## Театральные работы
- 2002-03 — Смелая
- 2011-12 — Духи Гардения

## Телевидение

### Ведущая
- 1998 — С ног до головы

### Участница шоу
- 2010-11 — Посмотрите, кто танцует
- 2013 — Мексика танцует

### Член жюри
- 2014 — Я твой двойник

## Дискография

### Альбомы
- 2016 — For Ninel (не переводится)[1]